# Ariete di bronzo
(Guy de Maupassant, Viaggio in Sicilia (1885))
L'Ariete in bronzo è una scultura bronzea, unica superstite di una coppia, di provenienza siracusana databile ai primi decenni del III secolo a.C. e custodito nella "sala dei bronzi" al museo archeologico Salinas di Palermo. La scultura viene attribuita alla cerchia di Lisippo. La tecnica realizzativa è quella della fusione a cera persa e raffigura un ariete accovacciato probabilmente pronto allo scatto.

## Storia

### I due arieti
Le statue risalgono ai primi decenni del III sec. a.C. Si pensa che i due Arieti decorassero la reggia di Agatocle a Siracusa.
Secondo un'altra tradizione due arieti in bronzo furono portati da Costantinopoli a Siracusa, dall'ammiraglio bizantino Giorgio Maniace e posti ad ornamento della fortezza da lui costruita in quella città, tuttavia tale tradizione pare piuttosto dubbia se confrontata con le strategie di conquista di Maniace della Sicilia: un'altra ipotesi vuole infatti che gli arieti siano stati rinvenuti in scavi occasionali nella stessa città aretusea. 
Quando tra il 1233 e il 1240 venne rieretto il Castello Maniace sulla estrema punta sud dell'Isola di Ortigia, su volere di re Federico per il progetto di Riccardo da Lentini, l'architetto previde per la facciata un ampio portale gotico strombato in frammenti di marmo, ai cui lati aprì due finestre archiacute e tra esse ed il portale posizionò due alte mensole su cui furono posizionati i due arieti in bronzo di scuola greca. Quale che fosse la loro origine appare significativo che essi furono posti a bella mostra sulla faccia del castello, nell'ottica di gusto "classicista" dell'imperatore Federico II.
L'asportazione dei due arieti si deve alla regina Maria, moglie di Alfonso V d'Aragona, la quale, nel 1443, ne fece dono al marchese Giovanni Ventimiglia per la sua prova di fedeltà per aver soffocato la rivolta siracusana. Pare infatti che il condottiero invitò alcuni nobili siciliani, sospetti di tradimento alla corona, a un sontuoso banchetto, per poi farli uccidere tutti. Giovanni Ventimiglia condusse con sé nel suo castello a Castelbuono i due reperti, che dal figlio Antonio furono successivamente (1475) apposti sul suo sepolcro. 
Quando i Ventimiglia, marchesi di Geraci, si ribellarono ai sovrani del Regno, e furono esiliati nel 1485, gli arieti furono confiscati dal viceré Gaspare de Spes e posti nel palazzo Steri a Palermo. In seguito furono collocati per decorazione del Castello a mare, dove rimasero fino al 1556, anno in cui il viceré trasferì la propria residenza a Napoli. 
Tornate le due statue a Palermo, nel XVIII secolo Jean-Pierre Houël ha modo di vedere entrambi gli arieti a Palazzo Reale e raffigurarli nel suo Voyage Pitoresque. Nell'occasione Houël riporta una tradizione - frutto di leggende popolari - che vuole la coppia facente parte di un quartetto di arieti bronzei, posti su alte colonne nella direzione dei quattro venti principali, così che quando avessero soffiato le statue avrebbero prodotto un suono simile ad un belato e tale ingegnosa opera sarebbe stata opera di Archimede.
Anche l'archeologo inglese Richard Payne Knight vedendo pochi anni dopo Houël gli arieti ne espresse parole di apprezzamento:

### La perdita di un ariete
Antonino Salinas, presentando l'opera, scrisse nel 1875 che "si conservavano due di questi arieti nel palazzo Reale; durante la rivoluzione siciliana del 1848 uno fu fatto in pezzi e fuso, e quest'altro ebbe rotte alcune parti più sporgenti, come la coda, il ginocchio dritto, la gamba destra posteriore e un'orecchia
Secondo altre fonti nel 1820 durante i moti di quell'anno a Palermo vennero defenestrati, e di essi uno solo fu fatto salvo. 
Nel 1866, per volere di re Vittorio Emanuele II, la statua superstite, restaurata, fu donata al "Real Museo Archeologico" di Palermo.

### Oggi
Nel 2005 è iniziata una campagna di restauro dell'ariete minacciato dalla corrosione per umidità atmosferica - che ha visto già la separazione della zampa posteriore sinistra -  da parte di Anna Maria Carruba e sotto la direzione della direttrice del museo Salinas, Agata Villa. Il restauro ha seguito diverse fasi, tra cui la pulitura delle superfici tramite microsabbiatrice ad emissione di microsfere di vetro per togliere lo strato di atacamite, rifinitura con bisturi e spazzolini di setola montati su microtrapano dentistico, stabilizzazione dei prodotti di corrosione con benzotriazolo al 5% applicato a pennello, copertura delle superfici con una delicata pellicola di resina acrilica (Polaroid B72); infine per il riavvicinamento e il bloccaggio della zampa distaccata è stato usato un supporto meccanico in acciaio e resina epossidica. 
Del 2011 è invece la notizia del prestito dell'ariete in bronzo alla città di Castelbuono, in occasione di un ciclo di studi dedicato al manufatto.

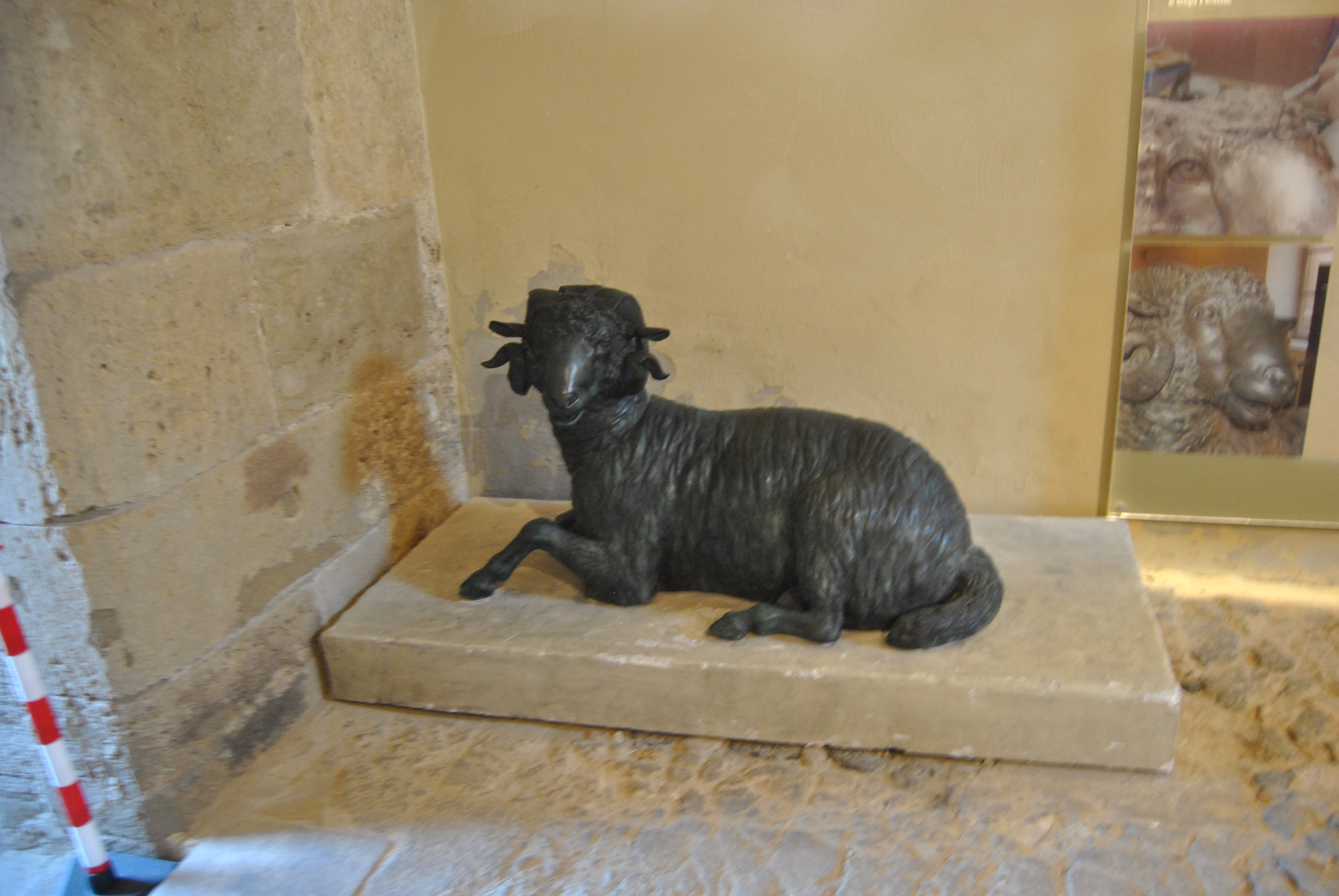
Copia dell'ariete di bronzo al Castello Maniace di Siracusa

L'ariete, dal 15 settembre al 9 dicembre 2012, è stata una delle centosessanta opere scelte dalla Royal Academy of Arts di Londra per la mostra "Bronze", in rappresentanza di seimila anni di civiltà artistica mondiale.
Dal 6 aprile 2016  l'Ariete originale è tornato nella sua sede, al museo archeologico Salinas di Palermo.

## Le copie
Nel corso del restauro è stata sfruttata una matrice di stampo realizzata dalla Fonderia Storica Chiurazzi di Napoli nel XIX secolo, ancora vergine, con la quale, mediante l'uso delle tecniche della fusione a cera persa, si sono potute riprodurre due copie fedeli all'originale esposto. 
Le opere sono state dunque condotte al Castello Maniace di Siracusa, sede definitiva, esposte in uno degli ambienti del maniero a ricordo dell'antica collocazione delle due statue, in attesa di essere posizionate sulle mensole della facciata.